# Apochrysa retivenosa
Apochrysa retivenosa là một loài côn trùng trong họ Chrysopidae thuộc bộ Neuroptera. Loài này được Winterton miêu tả năm 1995.